# Steven Saylor
Steven Saylor (Port Lavaca, 23 de março de 1956) é um escritor norte-americano de romances históricos. Seu trabalho foi publicado em 20 idiomas.

## Biografia
O fascínio de Saylor com o Mundo Antigo começou na infância, quando assistiu ao filme Cleópatra (1963) , e isso cresceu quando estudou História Clássica na Universidade do Texas em Austin.
Saylor contribuiu com ensaios autobiográficos para três antologias de escrita gay. A Member of the Family e Friends and Lovers, e antes de sua carreira de escritor de romances, ele publicou ficção erótica gay sob o pseudônimo de Aaron Travis.
Saylor vive com Richard Solomon desde 1976; eles se registraram como parceiros domésticos em São Francisco (Califórnia) em 1991 e depois dissolveram essa parceria para se casar legalmente em outubro de 2008. O casal dividiu seu tempo entre propriedades em Berkeley (Califórnia), e Austin, Texas.

## Obras como Steven Saylor

### Série Roma Sub Rosa
- Roman Blood (1991) em Portugal: Sangue Romano (Editora Edição, 2008)
- Arms of Nemesis (1992) em Portugal: O Abraço de Nemésis (Editora Edição, 2008)
- Catilina's Riddle (1993) em Portugal: O Enigma de Catilina (Editora Edição, 2008)
- The Venus Throw (1995) em Portugal: O Lance de Vénus (Bertrand Editora, 2010)
- A Murder on the Appian Way (1996) em Portugal: Crime na Via Ápia (Quetzal Editores, 2001)
- Rubicon (1999)
- Last Seen in Massilia (2000)
- A Mist of Prophecies (2002)
- The Judgment of Caesar (2004) no Brasil: A Decisão de César (Record, 2007) / em Portugal: A Sentença de César (Quetzal Editores, 2004)
- The Triumph of Caesar (2008) em Portugal: O Triunfo de César (Editora Edição, 2008)
- The Throne of Caesar (2018) em Portugal: O Trono de César (Bertrand Editora, 2018)

#### Jovem Gordianus (Gordiano)
1. The Seven Wonders (2012) em Portugal: As Sete Maravilhas do Mundo (Bertrand Editora, 2012)
2. Raiders of the Nile (2014) em Portugal: Os Salteadores do Nilo (Bertrand Editora, 2014)
3. Wrath of the Furies (2015) em Portugal: A Ira das Fúrias (Bertrand Editora, 2016)

#### Antologiasda série
- The House of the Vestals (1997) em Portugal: A Casa das Vestais (Bertrand Editora, 2010)
- A Gladiator Dies Only Once (2005) em Portugal: Um Gladiador só Morre Uma Vez (Editora Edição, 2009)

### Série Roma
- Roma: The Novel of Ancient Rome (2007) Roma no Brasil: (Record, 2007); em Portugal: (Bertrand Editora, 2008)
- Empire: The Novel of Imperial Rome (2010)  Império no Brasil: (Record, 2015); em Portugal: (Bertrand Editora, 2011)
- Dominus (2021) em Portugal: (Bertrand Editora, 2022)

#### Conto da série
- The Eagle and the Rabbit (2013) conto no livro Future, Present, Past (2013)

### Outros livros
- A Twist at the End (2000)
- Have You Seen Dawn? (2003)
- Future, Present, Past (2013) antologia.
- My Mother's Ghost (2013) coleção de ensaios e contos autobiograficos.
- A Bookish Bent (2013) coleção de ensaios e artigos.

## Obras como Aaron Travis

### Romances
- Slaves of the Empire (1985)
- The Flesh Fables (1990)
- Beast of Burden (1993)
- Big Shots (1993)
- In the Blood (1995)

### Novelas
- Blue Light (1980)
- Beirut (2012)
- Crown of Thorns (2012)
- Eden (2012)
- Kip (2012)
- Military Discipline (2012)
- Short, Brainy, & Hot (2012)
- Slave (2012)
- Wild West (2013)

### Antologias
- Exposed (1994)
- Tag Team Studs (1997) (com Clay Caldwell)
- Kudzu and Other Stories (2012)
- Raw (2012)
- Wrestling Tales (2012)
- No Shades of Gray (2012)

### Antologiaeditada
- *QSF x 2 (1995) (com Lars Eighner)